# Анна Юрьевна
Анна Юрьевна (до 1157 — после 1205) — княгиня Киевская, вторая жена Киевского князя Рюрика Ростиславича.

## Биография
Представительница одной из ветвей Рюриковичей — Изяславичей Туровских, дочь князя Юрия Ярославича и дочери Городецкого князя Всеволодка Давыдовича. Родилась в середине 1150-х годах. В 1172 году вышла замуж за овручского князя Рюрика Ростиславича, который активно боролся за Киевский престол. Автор Киевской летописи называет Анну «однодумецию» князя Рюрика, благодаря их совместными усилиями была построена церковь святых Апостолов в Белгороде, вслед за набожностью Рюрика, хвалит его жену:

Так же и христолюбивый его княгиня, тезкой будучи Анной, ролительци матери бога нашего, — а это имя и означает «благодать», — ни о чём другом не заботилась, а только лишь о церковные нужды и милости униженным, немощным и всем бедствующим.

Летопись сравнивает княгиню со святой праведной Анной, матерью Девы Марии, является одним из самых высоких проявлений почитания. Также Анна упаминается в связи с рождением её внучки Измарагды, дочери сына Ростислава и его жены Верхуславы, которую Мстислав Удатный и тётя Предслава «взяли оба к деду и к бабе, Рюрика и Анны, и тогда вырастили её в Киеве на Горах».
В 1202 году была в месте с мужем насильно пострижена в монахи в один из киевских монастырей зятем Романом Мстиславичем. После смерти Романа в 1205 году Рюрик покинул монастырь и вернулся к политике. Анна отказалась от светской жизни оставшись в монастыре.

## Семья
Муж — Великий княз Киевский Рюрик Ростиславич.
- Анастасия (? — после 1182) — жена Глеба Святославича князя Черниговского;
- Предслава (? — после 1204) жена князя Романа Мстиславича;
- Ярослава (? — 1187) — жена Святослава Ольговича князя Рыльского;
- Ростислав (7 апреля 1172 — после 1218) — князь торческий (1195—1205), великий князь Киевский (1204—1205), князь вышгородский (1205 — после 1218), князь Галицкий (1210);
- Всеслава (7/1199) — жена Ярослава Глебовича князя Рязанского;
- Владимир (1187 — 3 марта 1239) — князь переяславский (1206—1210), смоленский (1212—1219), овручский (1219—1223, 1236—1239) и великий князь Киевский (1223—1235, 1235—1236).